# Danilo Turcios
Danilo Elvis Turcios Funes (né à Sonaguera (Honduras) le 8 mai 1978) est un footballeur hondurien. Il est actuellement l'entraîneur principal du Juticalpa FC club de 2e division hondurienne.